# GAZ-24
La GAZ-24 era un'autovettura prodotta nell'Unione Sovietica dalla GAZ dal 1970 al 1992. 

## Il contesto
La GAZ-24 era la seconda generazione di veicoli "Volga". Meccanicamente montava solo poche parti della vecchia GAZ-21 e aveva un design completamente nuovo e più moderno, anch'esso ispirato alle auto americane, in particolare le Ford Falcon degli anni '60. I primi prototipi furono costruiti a partire dal 1965, alcuni avevano 4 fanali gemellati, soluzione poi abbandonata sul modello di serie. La nuova Volga aveva un passo più lungo della GAZ-21, ma una lunghezza complessiva leggermente inferiore, mentre la larghezza è rimasta pressoché invariata. Il passo lungo, lo stile più squadrato, i sedili avvolgenti con basi inferiori e il tetto piatto hanno reso gli interni della nuova Volga di dimensioni generose, con comodi posti a sedere per cinque o sei passeggeri. L'auto era progettata per durare anni in condizioni stradali difficili, e la sua struttura unibody rinforzata conferiva alla Volga un peso extra rispetto alle sue controparti straniere, ma il servosterzo era assente pure come optional, e si guadagnò il soprannome di barzha (chiatta).
Il motore standard era ZMZ-24D a quattro cilindri in linea con valvole in testa con blocco di alluminio da 2.445 cc (149,2 cu in) che produceva 95 CV (70 kW) con un carburatore a doppio corpo. È stata offerta solo una trasmissione manuale a quattro velocità con cambio montato sul pavimento (sebbene GAZ abbia realizzato un prototipo con cambio automatico, uno manuale con cambio a colonna e uno manuale a tre velocità con overdrive). Le prestazioni erano modeste, velocità massima di 145 km/h e accelerazione da 0 a 100 km/h in 20 secondi, mentre il consumo di carburante per 100 km era di 13 litri. Era disponibile anche un V8 da 5,5 litri, riservato solo per il KGB e la milizia.  

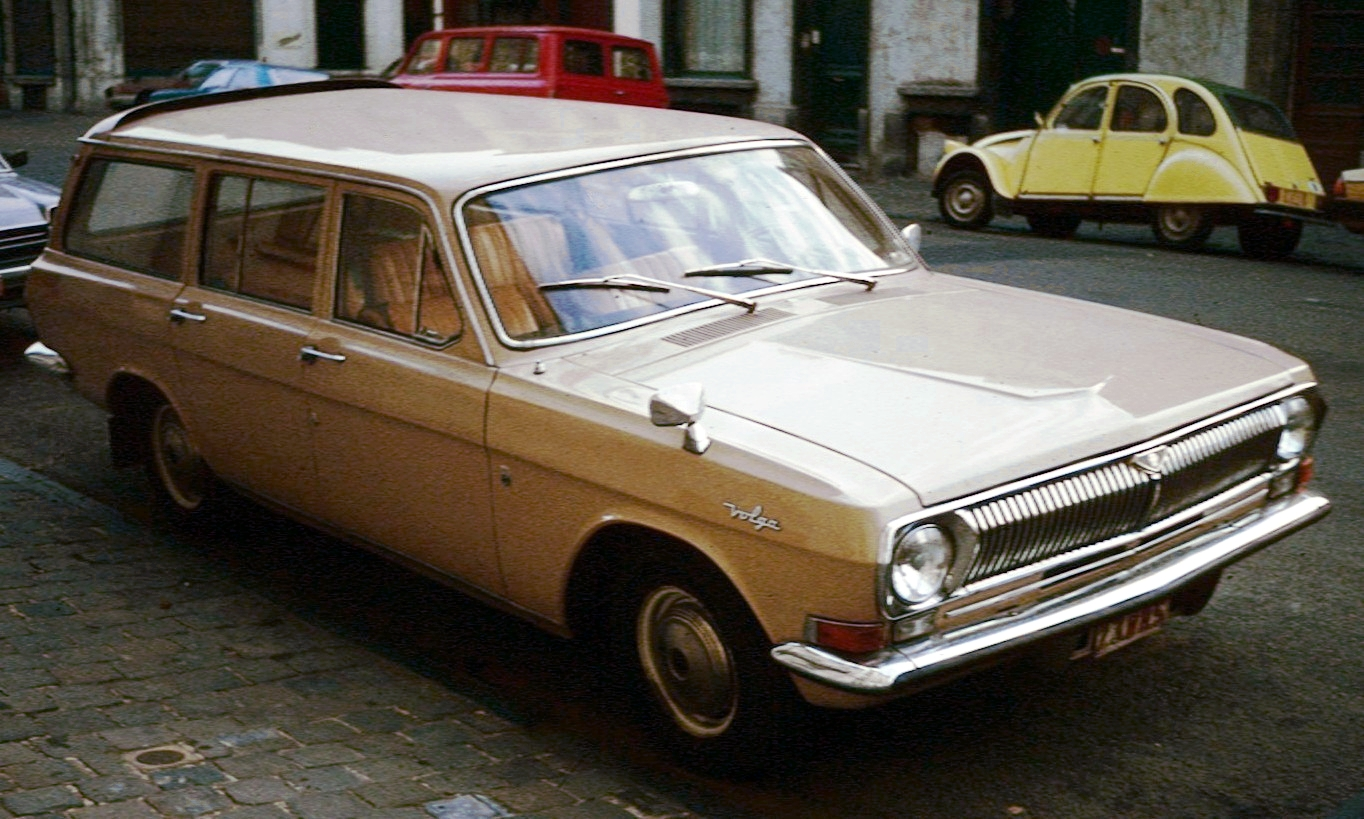
GAZ-24-02

Oltre alla berlina, era disponibile anche come station wagon e ambulanza (rispettivamente 24-02 e 24-03), furono costruiti anche prototipi di camioncini e persino una versione 4x4 con parti UAZ (24-95). Delle officine specializzate realizzavano invece su commissione delle cabriolet derivate dalla berlina e, fino ai primi anni '90, fu inoltre l'unica macchina impiegata come taxi nell'URSS.
 

La GAZ-24 ha ricevuto pochi cambiamenti durante la sua produzione, ma è rimasto per lo più di successo, sia sul mercato interno che su quello di esportazione. In Europa occidentale, fu venduta dall'importatore belga "Scaldia Volga", che abbandonò il motore sovietico originale del veicolo, a favore di un motore Peugeot 404.

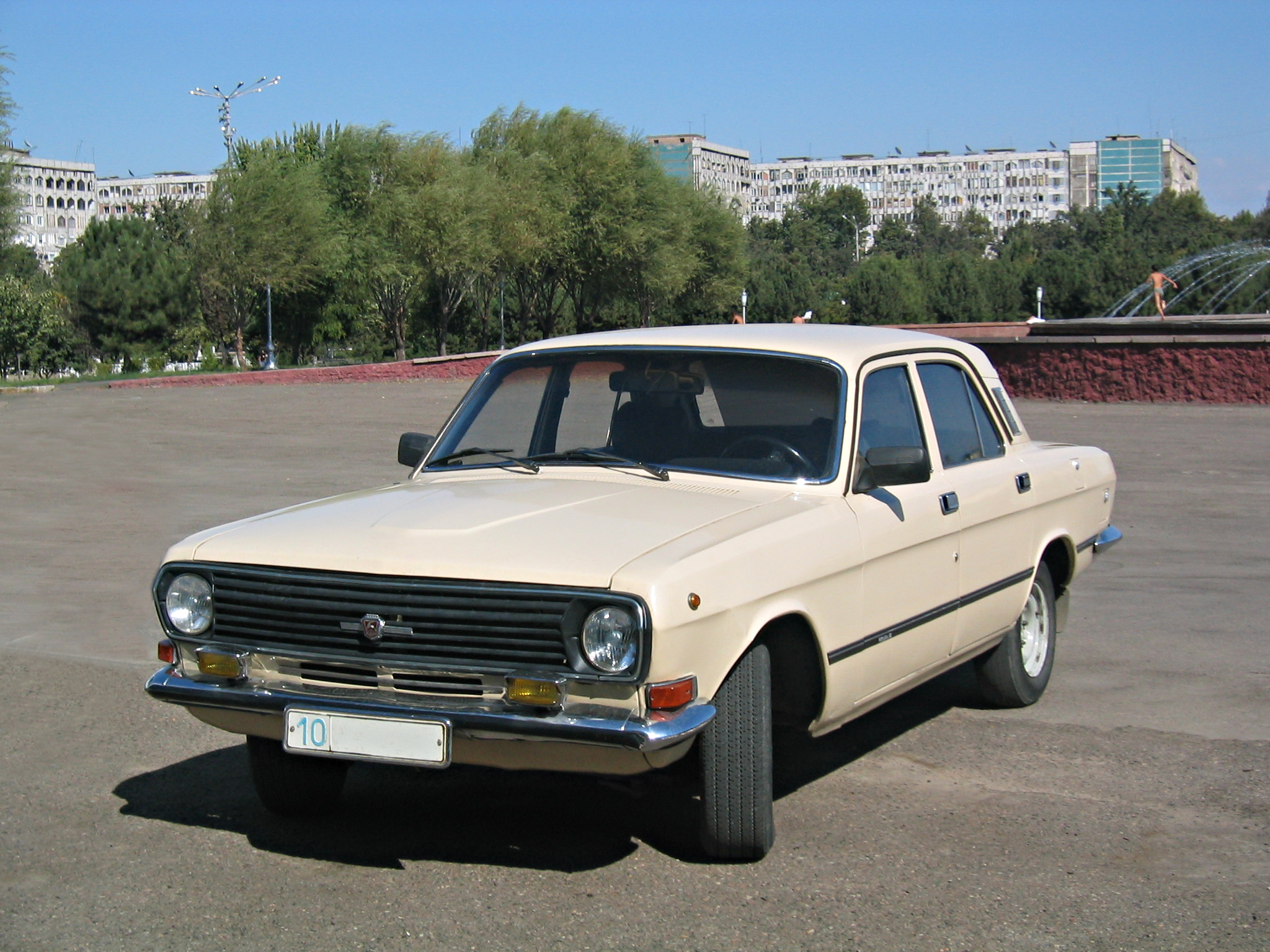
GAZ-24-10

Dal 1982, una versione più lussuosa e rinnovata del GAZ-24 iniziò a essere prodotta come GAZ-3102. Tuttavia, l'originale GAZ-24 continuò la produzione insieme a esso come alternativa più economica. Dal 1985, la GAZ-24 fu in qualche modo modernizzato e ribattezzato 24-10, le versioni station wagon e ambulanza vennero ribattezzate 24-12 e 24-13, e la produzione proseguì fino al 1992, quando fu sostituita dalla GAZ-31029. In totale, ne vennero vendute oltre 500 mila unità.